# Rain–Rainbow
Rain–Rainbow es el segundo álbum de estudio del cantautor estadounidense Larry Gatlin. Fue publicado en septiembre de 1974 a través de Monument Records.

## Antecedentes
Con la ayuda de Dottie West, Gatlin encontró trabajo en Nashville como corista de Kris Kristofferson. En 1973, Gatlin consiguió un contrato de grabación en solitario con el sello Monument Records. En enero de 1974, Gatlin lanzó su primer álbum, The Pilgrim. Se lanzaron dos sencillos del álbum: «Sweet Becky Walker» y «Bitter They Are, Harder They Fall». Ambos temas se convirtieron en éxitos moderados en la lista Hot Country Singles. Gatlin encontró notoriedad como compositor con canciones como «Help Me», que sería interpretada por Kris Kristofferson, Johnny Cash y Elvis Presley.

## Grabación y contenido
Las sesiones de grabación del álbum tuvieron lugar en dos estudios de grabación diferentes de Tennessee: Monument (Nashville) y Young' Un (Murfreesboro). Al igual que su álbum de estudio anterior, Fred Foster produjo el álbum, mientras que Chip Young y Tommy Strong se desempeñaron como ingenieros de audio. Rain–Rainbow contenía diez canciones. Todas las canciones fueron escritas por el propio Gatlin. El álbum también incluye su versión de «Help Me».

## Relanzamientos
El 6 de mayo de 2014, el sello discográfico Morello Records reeditó el álbum por primera vez en CD junto con The Pilgrim (1974).

## Recepción de la crítica
Un escritor no especificado de la revista Cash Box describió Rain–Rainbow como “una obra intrigante”, añadiendo: “Gatlin demuestra aquí que tiene la capacidad de entregar emocionalmente su propio material de una manera convincente”.

## Lista de canciones
Todas las canciones escritas y compuestas por Larry Gatlin.
Lado uno
1. «Rain» – 3:34
2. «Found and Lost» – 2:55
3. «Those Also Love» – 3:33
4. «Healin' Sunshine» – 2:18
5. «Help Me» – 3:21

Lado dos
1. «Delta Dirt» – 2:11
2. «Jannie» – 2:27
3. «Takin' a Chance on You» – 3:10
4. «Love» – 2:59
5. «Rainbow (Runnin' Through My Mind)» – 2:11

## Créditos y personal
Créditos adaptados desde las notas de álbum de Rain–Rainbow.
Músicos
- Larry Gatlin – voces
- Tommy Cogbill – bajo eléctrico
- Jerry Carrigan – batería
- Reggie Young – guitarra
- John Christopher – guitarra
- James Colvard – guitarra
- Weldon Myrick – steel guitar
- Russ Hicks – steel guitar
- Bobby Wood – piano
- Shane Keister – sintetizador Moog
- Charlie McCoy – armónica
- Farrell Morris – percusión

Personal técnico
- Fred Foster – productor
- Chip Young – ingeniero de audio
- Tommy Strong – ingeniero de audio
- D. Bergen White – arreglos
- Bill Barnes – diseño de portada
- Gene Wilkes – ilustración

## Posicionamiento
| Gráfica (1974)                             | Pico de posición |
| ------------------------------------------ | ---------------- |
| Estados Unidos (Billboard Hot Country LPs) | 37               |